# اتو کلمپرر
اُتو کلِمْپرِر (به آلمانی: Otto Klemperer)‏ (۱۴ مهٔ ۱۸۸۵ – ۶ ژوئیهٔ ۱۹۷۳) رهبر ارکستر و آهنگساز اهل آلمان بود.
او از رهبران ارکستر برجستهٔ قرن بیستم به‌شمار می‌آید.

## زندگی‌نامه
اتو کلمپرر در وروتسواف شهری در لهستان به دنیا آمد. خانواده او یهودی بودند. ابتدا موسیقی را در مدرسه فرانکفورت آموزش دید و سپس به برلین رفت و در هنرستان تحت نظر جیمز کواست موسیقی را آموزش دید.
او در سال ۱۹۰۵ گوستاو مالر را ملاقات کرد و با او دوست شد. کلمپرر رهبر اپرای آلمان در شهر پراگ شد. در سال ۱۹۱۰ کلمپرر در اجرای سمفونی‌های متعددی به گوستاو مالر کمک کرد.
کلمپرر رهبری بسیاری از ارکسترهای مهم و سرشناس را در آلمان بدست آورد و در سمت رهبر کر اپرای برلین به عنوان قهرمان موسیقی شناخته شد.

## سفر به آمریکا و سایر کشورها

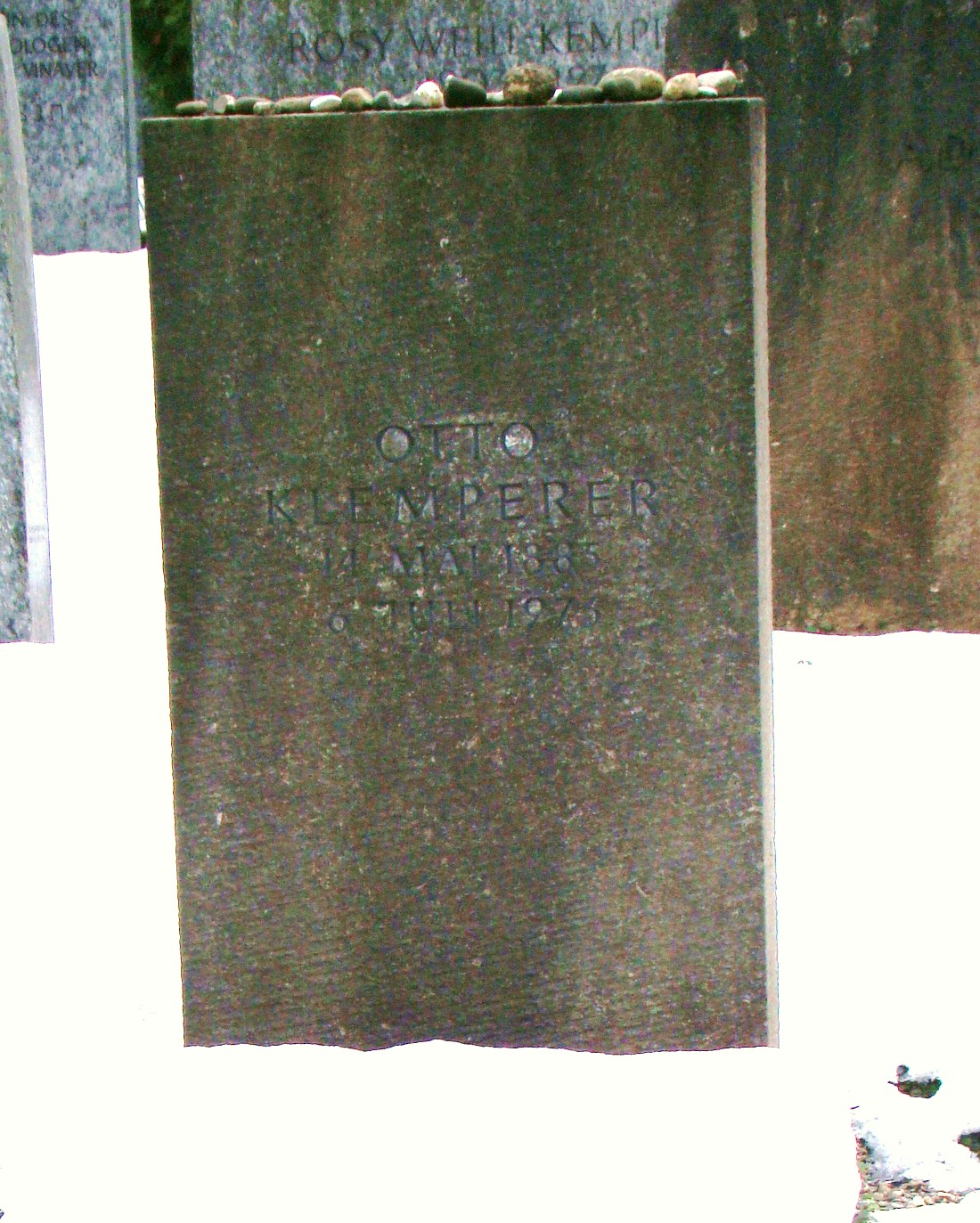
قبر کلمپرر در گورستان یهودی اوبرر فریزنبرگ در زوریخ.

در سال ۱۹۳۰، زمانی که حزب نازی به قدرت رسید، کلمپرر آلمان را ترک کرد و به ایالات متحدهٔ آمریکا رفت.
او رهبری ارکستر فیلامورنیای لس آنجلس را به عهده گرفت. او همچنین به کشورهای دیگر مانند انگلیس و استرالیا سفر کرد.

## پس از جنگ جهانی دوم
کلمپرر پس از جنگ جهانی دوم به اروپا بازگشت و در اپرا بوداپست در سال‌های ۱۹۴۵ تا ۱۹۵۰ کار کرد. در آن دوره او رهبریِ بسیاری از ارکسترها از جمله ارکستر سلطنتی دانمارک، ارکستر سمفونیک مونترآل، و رادیو کلن و فیلارمونیک لندن را به عهده گرفت.

## سال‌های آخر
یکی از آخرین سفرهای کنسرت او در اورشلیم بود که پس از جنگ شش‌روزه رخ داد. او در آن زمان گذرنامهٔ افتخاریِ اسرائیل را دریافت کرد.
اتو کلمپرر در سال ۱۹۷۱ بازنشسته شد.
او در سال ۱۹۷۳ در ۸۸ سالگی در زوریخ سوئیس درگذشت و در گورستان مخصوص جامعهٔ یهودیان در زوریخ دفن شد.
پسرش، ورنر کلمپرر، بازیگر سینمای هالیوود بود.